# Campaña de Togolandia
La campaña de Togolandia (6-26 de agosto de 1914) fue una invasión franco-británica de la colonia alemana de Togolandia en África Occidental, que dio comienzo a la campaña de África Occidental de la Primera Guerra Mundial. Las fuerzas coloniales alemanas se retiraron de la capital, Lomé, y de la provincia costera para combatir las acciones de retraso en la ruta hacia el norte, hasta Kamina, donde la emisora inalámbrica de Kamina enlazaba al Gobierno de Berlín con Togolandia, el Atlántico y Sudamérica.
La fuerza franco-británica principal de las colonias colindantes de la Costa de Oro y Dahomey (parte del África Occidental Francesa) avanzó desde la costa por la carretera y el ferrocarril a medida que fuerzas menores se cernían sobre Kamina desde el norte. Los defensores alemanes lograron retrasar a los invasores durante varios días en el asalto de Agbeluvoe y en el asalto de Khra, pero rindieron la colonia el 26 de agosto de 1914. En 1916, los vencedores se dividieron Togolandia y, en julio de 1922, Togolandia británica y Togolandia francesa se establecieron como mandatos de la Sociedad de las Naciones.

## Antecedentes

### Togolandia, 1914
El Imperio alemán había establecido un protectorado sobre Togolandia en 1884, que era algo más grande que Irlanda y tenía una población de alrededor de un millón de personas en 1914. Una cordillera con cimas de más de 910 m atraviesa la región desde el suroeste hasta el noreste y restringe el tráfico entre la costa y el interior. Al sur de la zona alta, el terreno se eleva desde las marismas y lagunas costeras hasta una meseta de unos 61-91 m de altura, cubierta de bosque, hierba alta y matorrales, donde los agricultores habían talado el bosque para cultivar aceite de palma. El clima era tropical, con más precipitaciones en el interior y una temporada seca en agosto.
La mitad de la frontera con la Costa de Oro discurría a lo largo del río Volta y un afluente y, en el sur, la frontera se extendía 130 km más allá de la orilla oriental. Los alemanes habían convertido la región meridional en una de las colonias más desarrolladas de África, con la construcción de tres líneas de ferrocarril de vía métrica y varias carreteras desde Lomé, la capital y ciudad principal. No había puerto y los barcos tenían que atracar frente a Lomé y trasladar la carga en lanchas. En 1905, los alemanes inauguraron un muelle metálico provisto de un ramal ferroviario para recibir y transbordar la carga directamente a los trenes.
El ferrocarril Lomé-Aného recorría la costa de Aného a Lomé, el ferrocarril Lomé-Blitta unía Lomé y Blitta, dando servicio a Atakpamé, y el ferrocarril Lomé-Palimé iba de Lomé a Palimé. Se habían construido carreteras de Lomé a Atakpamé y Sokodé, de Palimé a Kete Krachi y de Kete Krachi a Mango; en 1914 se informó de que las carreteras eran aptas para vehículos de motor. Las fuerzas militares alemanas en Togolandia eran exiguas: no había unidades del Ejército alemán, sólo 693 Polizeitruppen (policía paramilitar) a las órdenes del capitán Georg Pfähler y unos 300 colonos con formación militar.
La colonia colindaba con territorio aliado, con elDahomey francés en sus fronteras norte y este y la Costa de Oro británica al oeste. Dobell calificó la capital, Lomé, y la emisora de radio de Kamina, a unos 100 km tierra adentro y conectada a la costa por carretera y ferrocarril, como los únicos lugares de importancia militar. Kamina se encontraba cerca de la ciudad de Atakpamé y había sido terminada en junio de 1914. El transmisor era una emisora de transmisiones para la comunicación entre Alemania, sus colonias de ultramar, la Marina Imperial alemana y Sudamérica. El Almirantazgo quería evitar que la emisora se utilizara para coordinar los ataques alemanes contra los transportes en el Atlántico. Al estallar la guerra, el gobernador de Togolandia, el duque Adolfo Federico de Mecklemburgo, se encontraba en Alemania y su adjunto, el comandante Hans-Georg von Doering, era el gobernador en funciones.

### Costa de Oro, 1914
Sir Hugh Clifford, gobernador de la Costa de Oro, el teniente general Charles Dobell, comandante de la West African Frontier Force (WAFF), y el teniente coronel Richard Rose, comandante del Regimiento de la Costa de Oro, estaban ausentes en julio de 1914. William Robertson era el gobernador en funciones y el capitán Frederick Bryant era el comandante en funciones del Regimiento de la Costa de Oro. El Regimiento de la Costa de Oro tenía una compañía de pioneros, siete compañías de infantería, cada una con una ametralladora, una batería de cuatro cañones de montaña QF de 2,95 pulgadas, para un total de 1595 hombres con 124 porteadores y unos 330 reservistas. Había cuatro «cuerpos de voluntarios» con unos 900 hombres y 1200 agentes de policía y aduanas. La Defence Scheme for the Gold Coast (1913) preveía una guerra contra los franceses en la colindante Costa de Marfil y contra los alemanes en Togolandia; en caso de guerra con Alemania, la colonia debía ser defendida a lo largo del lago Volta y la frontera noreste, contra las incursiones, lo máximo de lo que se creía que eran capaces los alemanes en Togolandia. El plan también preveía una ofensiva a través del lago hacia el norte de Togolandia, antes de avanzar hacia el sur, hacia la parte más poblada de la colonia.

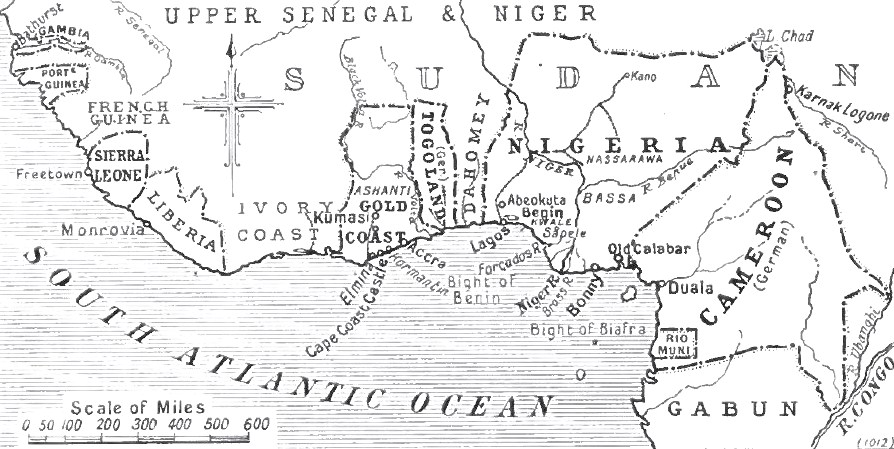

El 29 de julio de 1914, llegó a Acra un telegrama del Ministerio de las Colonias en el que se ordenaba la adopción de la «fase cautelar» de la Defence Scheme, y Robertson envió la información a Bryant el día siguiente. Bryant prescindió de la Scheme, que no había sido revisada después de que se construyera la emisora inalámbrica de Kamina, y el 31 de julio movilizó al Regimiento de la Costa de Oro a lo largo de la frontera sur, en lugar de la norte, con Togolandia. En Londres, el 3 de agosto, Dobell propuso que, si se declaraba la guerra, se iniciaría un avance a lo largo de la carretera costera de Ada a Keta y de allí a Lomé, que estaba a menos de 3,2 km de la frontera. Bryant había llegado a la misma conclusión que Dobell y ya había organizado pequeñas columnas expedicionarias en Krachi y Ada y reunido la fuerza principal en Kumasi, lista para avanzar en cualquier dirección.

## Preludio

### Preparativos anglo-franceses

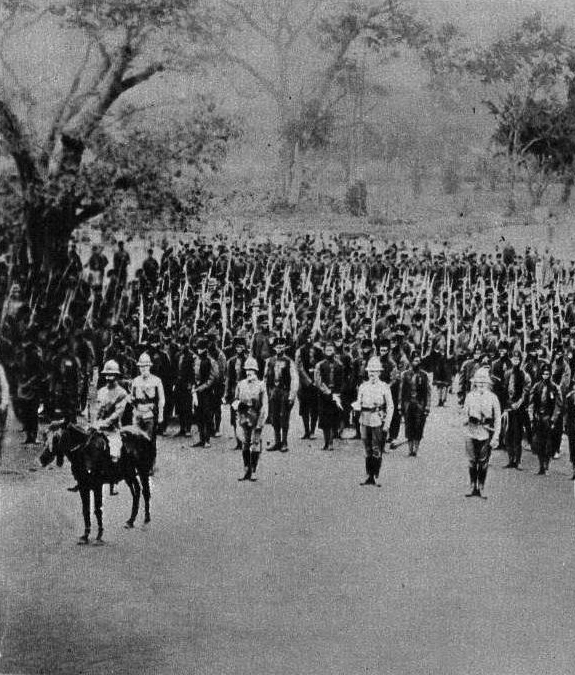

El 5 de agosto, un día después de que el Reino Unido le declarara la guerra a Alemania, los Aliados cortaron los cables submarinos alemanes entre Monrovia y Tenerife, dejando la emisora de radio de Kamina como la única conexión entre la colonia y Alemania. El gobernador en funciones de Togolandia, Doering, envió un telegrama a Robertson en el que proponía la neutralidad en virtud de los artículos X y XI de la Ley del Congo, que declaraba que las colonias de la cuenca del Congo debían permanecer neutrales en caso de conflicto en Europa. Doering también llamó a la neutralidad por la interdependencia económica de las colonias de África Occidental y su interés común por dominar a las poblaciones locales. El 6 de agosto, el gabinete de Londres rechazó la oferta de neutralidad.
Bryant, por iniciativa propia, después de saber que los franceses de Dahomey querían colaborar, envió al capitán Barker y al comisionado del distrito de Keta a Doering exigiéndole rendir la colonia, y le dio 24 horas para responder. A la mañana siguiente, los británicos interceptaron un mensaje inalámbrico de Doering en el que decía que se retiraba de la costa hasta Kamina y que Lomé se rendiría si era atacado. El gobernador de Dahomey había recibido una propuesta similar de neutralidad, pero este la tomó por una declaración de guerra y ordenó una invasión. Un plan de contingencia francés para apoderarse de Lomé y la costa había sido redactado ignorando la emisora inalámbrica de Kamina, a solo 60 km de la frontera de Dahomey.

## Avance hacia Kamina

### Captura de Lomé

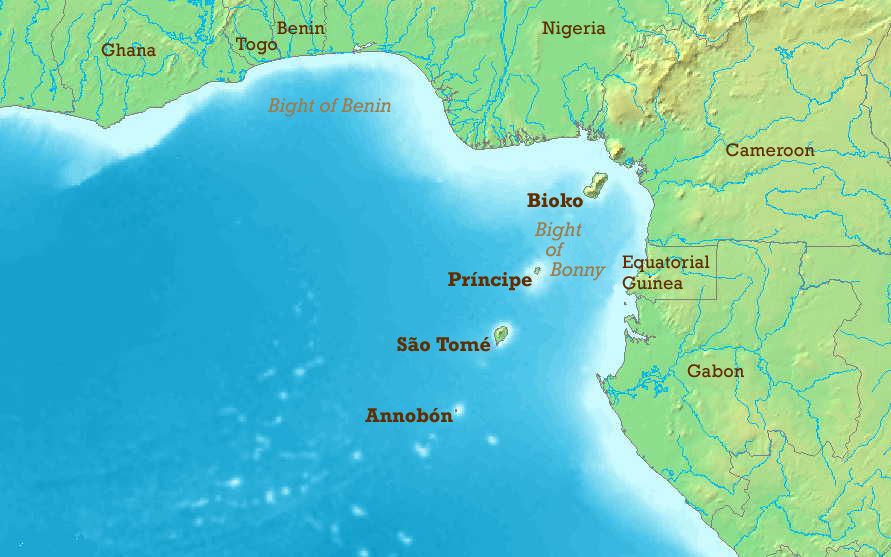

A finales del 6 de agosto, la policía francesa ocupó puestos aduaneros cerca de Athiémè y, al día siguiente, el mayor Jean Maroix, comandante de las fuerzas militares francesas en Dahomey, ordenó la captura de Agbanake y Aného. Agbanake fue ocupado a finales del 7 de agosto, cruzaron el río Mono y una columna del capitán François Marchand tomó Aneho a primera hora del 8 de agosto. Los movimientos no encontraron oposición y los civiles togoleses ayudaron a repeler a los alemanes quemando la Casa de Gobierno de Sebe. Los aproximadamente 460 colonos y askaris se retiraron hacia el interior, impresionando a civiles y llamando a reservistas a medida que avanzaban hacia el norte.
Se iniciaron las reparaciones del ferrocarril Aného-Lomé y los franceses avanzaron hasta Porto Seguro (actual Agbodrafo) y Togo antes de detener el avance, una vez que quedó claro que Lomé se había rendido a las fuerzas británicas. La invasión británica había comenzado a última hora del 7 de agosto; los emisarios británicos regresaron a Lomé en camión, para encontrarse con que los alemanes se habían marchado a Kamina y habían dado a Rudolf Clausnitzer, el Bezirksamtmann de Lomé (equivalente a un oficial de distrito británico), discreción para rendir la colonia hasta Khra, 120 km tierra adentro, para evitar un bombardeo naval de Lomé. El 8 de agosto, los emisarios asumieron el mando de catorce soldados y policías británicos de Aflao; un telegrafista llegó en bicicleta y reparó la línea a Keta y Acra.
Se izó la bandera británica, y el 9 de agosto llegaron destacamentos de tropas que habían marchado 80 km con un calor abrasador. Al otro lado de la frontera, Bryant había dispuesto trasladar la fuerza principal por mar y embarcó en el Elele el 10 de agosto. Otras tres compañías habían recibido órdenes de dirigirse a Kete Krachi, para iniciar un avance por tierra hacia Kamina. El Elele llegó a las costas de Lomé el 12 de agosto y la fuerza desembarcó a través del oleaje. Se hicieron arreglos con los franceses para un avance convergente hacia Atakpamé por parte de los británicos y los franceses desde Aného, una columna francesa al mando de Maroix desde Tchetti en el norte y la columna británica en Kete Krachi (capitán Elgee). Las pequeñas fuerzas británicas en la frontera norte fueron puestas bajo el mando de Maroix y se les ordenó avanzar hacia el sur, mientras unos 560 soldados de caballería franceses recibían órdenes de cruzar la frontera norte desde Senegal y Níger, para avanzar sobre Mango del 13 al 15 de agosto. La fuerza británica en Lomé estaba compuesta por 558 soldados, 2084 porteadores, policías y voluntarios, que se preparaban para avanzar tierra adentro cuando Bryant recibió noticias de una incursión alemana en Togblekove.

### Escaramuza en Bafilo

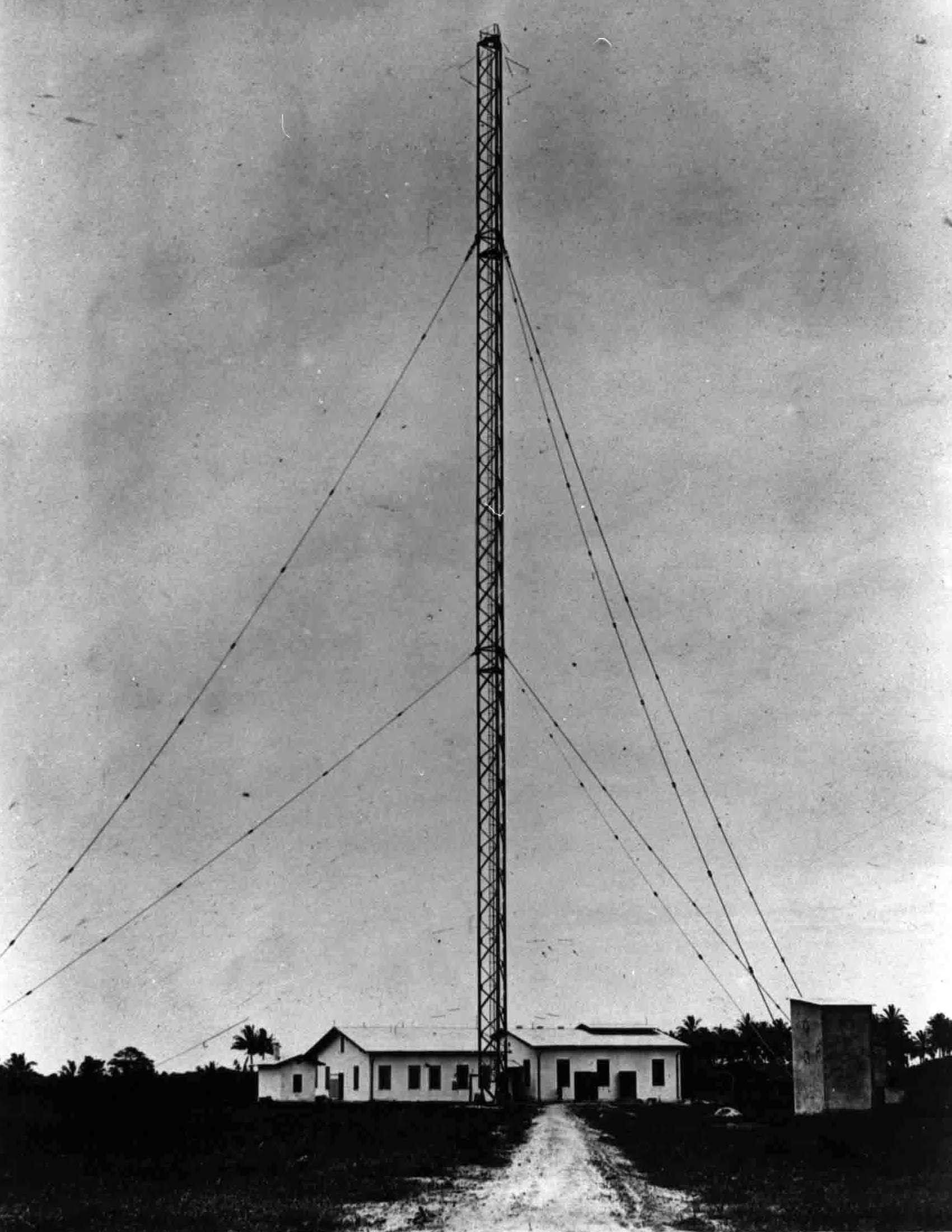

La escamaruza de Bafilo tuvo lugar entre una compañía de tropas francesas y Polizeitruppen alemanes en el noreste de Togolandia el 13 de agosto. Los franceses habían cruzado la frontera entre el Dahomey francés y Togolandia el 8 al 9 de agosto y se enfrentaron a los Polizeitruppen alemanes en los distritos de Mango y Sokodé-Bafilo. La compañía francesa se retiró después de enfrentarse a una mayor resistencia de la esperada.

### Avance desde Lomé
Tras la toma de Lomé en la costa, Bryant fue ascendido a teniente coronel, nombrado comandante de todas las fuerzas aliadas en la operación y desembarcó en Lomé el 12 de agosto, con la principal fuerza británica de soldados, transportistas, policías y voluntarios. A medida que comenzaban los preparativos para avanzar hacia el norte, hasta Kamina, Bryant se enteró de que un grupo alemán había viajado en tren hacia el sur el día anterior. El grupo había destruido un pequeño transmisor inalámbrico y un puente ferroviario en Tabligbo, a unos 16 km al norte. Bryant despegó media compañía de infantería el 12 de agosto y envió otra compañía y media al día siguiente para prevenir nuevos ataques. Por la tarde, la Compañía I había llegado a Tsévié; los exploradores informaron de que el sur de Agbeluvhoe estaba libre de tropas alemanas y que la fuerza principal había llegado a Tabligbo.
A las 22:00, la Compañía I empezó a avanzar por la carretera hacia Agbeluvoe. El terreno relativamente abrupto de matorrales y pantanos impidió a los Aliados avanzar hacia Kamina, manteniéndolos en el ferrocarril y en la carretera, que estaba en mal estado y era intransitable para los vehículos de ruedas. La comunicación entre los destacamentos era difícil debido a la hierba alta y la espesa maleza. La fuerza principal partió de Tabligbo a las 06:00 del 15 de agosto y a las 08:30, civiles locales le dijeron a Bryant que un tren lleno de alemanes había entrado en Tsévié esa mañana y disparado contra la emisora. Por la tarde, la avanzadilla británica se encontró con tropas alemanas cerca del río Lili, que volaron el puente y se atrincheraron en una cresta en la orilla opuesta.

### Asalto de Agbeluvoe
Las demoliciones y el retraso retrasaron el avance hasta las 16:30; la fuerza pasó la noche en Ekuni en lugar de unirse a la Compañía I como estaba previsto. Doering había enviado dos grupos de asalto con 200 hombres al sur en tren, para retrasar el avance de la fuerza aliada. La Compañía I había oído el tren dirigirse hacia el sur a las 04:00, mientras estaba detenida en la carretera cerca de Ekuni, un pueblo a unos 9,7 km al sur de Agbeluvoe. Una sección fue enviada a cortar el tren y el resto de la Compañía I siguió hacia Agbeluvoe. Un civil togolés guio a la sección hasta el ferrocarril, donde el teniente Collins y sus hombres amontonaron piedras y una pesada plancha de hierro en las vías, a unos 180 m al norte del puente de Ekuni, y luego tendieron una emboscada. Uno de los trenes de 20 vagones descarriló por los obstáculos en las vías y el otro tren fue detenido por el resto de la Compañía I en el asalto de Agbeluvoe. Pfähler murió y una cuarta parte de las fuerzas alemanas se convirtieron en bajas.

### Asalto de Khra
A pesar de la escaramuza en el noroeste, en Bafilo, y del asalto de Agbeluvoe, las fuerzas aliadas que avanzaban hacia la base alemana de Kamina no habían encontrado resistencia sustancial. La última barrera natural al sur de Kamina era el río Khra, donde Doering decidió mantenerse firme. El puente ferroviario sobre el río fue destruido y los accesos al río y al pueblo fueron minados. El 21 de agosto, los exploradores británicos encontraron entre 460 y 560 Polizeitruppen alemanes atrincherados en la orilla norte del río. Los West African Rifles, apoyados por fuerzas francesas del este, se reunieron en la orilla sur y, durante el 22 de agosto, Bryant ordenó atacar los atrincheramientos alemanes. Los británicos fueron repelidos y sufrieron un 17 % de bajas. El teniente George Thompson se convirtió en el primer oficial británico muerto en combate en la Primera Guerra Mundial.
Aunque los alemanes habían repelido a la fuerza aliada desde una posición fortificada y bien abastecida, las tropas francesas avanzaban desde el norte y desde el este hacia Kamina sin control y una columna británica avanzaba hacia la emisora desde Kete Krachi en el oeste. En la mañana del 23 de agosto, los británicos descubrieron que las trincheras alemanas habían sido abandonadas. Los alemanes se habían retirado a la emisora inalámbrica y, durante la noche del 24 al 25 de agosto, se oyeron explosiones en dirección a Kamina. Las fuerzas francesas y británicas llegaron a Kamina el 26 de agosto, para descubrir que las nueve torres de radio habían sido demolidas y el equipo eléctrico destruido. Doering y los 200 Polizeitruppen restantes entregaron la colonia a Bryant; el resto de la fuerza alemana había desertado. Las tropas aliadas recuperaron tres ametralladoras Maxim, 1000 fusiles y unos 320 000 cartuchos de munición.

## Resultado

### Análisis

Tras el estallido de la guerra, la emisora inalámbrica de Kamina transmitió 229 mensajes entre Alemania, la Kaiserliche Marine y las colonias antes de ser demolida. Las primeras operaciones militares de soldados británicos durante la Primera Guerra Mundial tuvieron lugar en Togolandia y terminaron poco después de que comenzaran las operaciones británicas en Europa. En diciembre de 1916, la colonia se dividió en zonas de ocupación británica y francesa, que atravesaban las divisiones administrativas y las fronteras civiles alemanas. Ambas potencias buscaron una nueva partición y en 1919, durante la Conferencia de Paz de París, el artículo 22 del Tratado de Versalles distribuyó las antiguas colonias alemanas entre los Aliados.
En julio de 1922, se crearon la Togolandia británica y la Togolandia francesa a partir de la colonia alemana como mandatos de la Sociedad de las Naciones. La adquisición francesa consistió en un 60 % de la colonia, incluida la costa. Los británicos recibieron la porción más pequeña, menos poblada y menos desarrollada de Togolandia al oeste. La parte bajo la administración británica se unió a Ghana tras su independencia en 1957; la Togolandia francesa obtuvo su independencia en 1960 como la República Togolesa. La rendición de Togolandia supuso el comienzo del fin del imperio colonial alemán, que perdió todas sus posesiones de ultramar por conquista durante la guerra o en virtud del artículo 22.

### Bajas
Los británicos sufrieron 83 bajas en la campaña, los franceses unas 54 y los alemanes 41. Un número desconocido de tropas y transportistas desertó en ambos bandos. El teniente George Thompson del 1.er Batallón, Royal Scots fue el primer oficial británico muerto en la Primera Guerra Mundial. Thompson está enterrado en el cementerio de Walhalla, cerca de Atakpamé. El hospital alemán de Lomé fue requisado por los británicos y ampliado para disponer de 27 camas «europeas» y 54 «indígenas». Cuatro enfermeras alemanas y otros 27 miembros del personal se habían quedado atrás cuando los alemanes se retiraron hacia el interior y siguieron trabajando bajo la supervisión del Dr. Le Fanu. Los ingresos por enfermedad durante la campaña ascendieron a 13 europeos y 53 «indígenas», 18 de los cuales eran tiradores senegaleses. Ingresaron 6 heridos europeos y 45 «indígenas». Un herido murió, a pesar de que los alemanes utilizaron munición no militar, que causó heridas graves. Se establecieron hospitales de campaña a lo largo de las líneas de comunicación y los heridos fueron evacuados rápidamente de Khra por un tren ambulancia que circulaba dos días después del enfrentamiento. Los prisioneros de guerra heridos y enfermos fueron tratados en un barco, bajo la supervisión del Dr. Berger, un oficial médico alemán.